# Antoni Bryk
Antoni Bryk (ur. 25 maja 1820 w Dubiecku, zm. 16 lipca 1881 w Krakowie) – lekarz polski, chirurg, profesor Uniwersytetu Jagiellońskiego.

## Życiorys
Był synem chłopa, uczęszczał do szkoły wiejskiej. Samouk, przez zarządcę dóbr pańszczyźnianych zmuszony do pracy w polu razem z ojcem, uciekł z domu, aby kontynuować naukę. Po ukończeniu szkoły wiejskiej wyjechał do Wiednia, gdzie jako obywatel austriacki rozpoczął naukę w gimnazjum, a później rozpoczął studia medyczne.
W 1846 uzyskał stopień doktora medycyny Uniwersytetu w Wiedniu. Właściciel Dubiecka, hr. Kazimierz Krasicki, zażądał powrotu Bryka do rodzinnej wsi, i przejęcia po zmarłym ojcu gospodarstwa i zobowiązań pańszczyźnianych. Hrabia Krasicki nie uległ prośbie Bryka, który był już studentem medycyny, by zwolnił go z obowiązku pańszczyzny i pozwolił pracować dalej w Wiedniu. Ówczesne prawo zmuszało chłopów pańszczyźnianych do przymusowej pracy na włościach właściciela majątku. Bryk na darmo apelował o patriotyczne sumienie hrabiego, prosząc o zwolnienie z obowiązku pańszczyzny, argumentując, że jako Polak chciałby swoją pracą pomagać potrzebującej ubogiej ludności polskiej, której na leczenie nie było stać. Hrabia nie zgodził się na prośbę Bryka. Również prośba u miejscowego proboszcza parafii, na której włościach ojciec Bryka musiał wywiązać się z obowiązku pańszczyzny, nie dały pozytywnego rezultatu. Hrabia Krasicki i proboszcz parafii w Dubiecku nie zgodzili się na zwolnienie Bryka z obowiązku pracy i możliwości kształcenia na uniwersytecie. Według panującego prawa jedyna możliwością zwolnienia z obowiązku pracy pańszczyźnianej na dobrach właściciela było wstąpienie do wojska C. i K. monarchii.
Bryk objął posadę lekarza wojskowego, co uratowało go przed pańszczyzną. Pracował w kilku szpitalach garnizonowych do 1852, kiedy to podjął na Uniwersytecie Jagiellońskim wykłady z medycyny sądowej, a po śmierci Ludwika Bierkowskiego (1860) został profesorem chirurgii. Od czasu konfliktu z hrabią Krasickim i miejscowym proboszczem Bryk bardzo niechętnie odnosił się do wszystkiego co polskie i katolickie, argumentował to faktem, że oczekiwał od hr. Krasickiego i od kościoła większej postawy patriotycznej i wsparcia jako rodaka w karierze naukowej.
Jedyną pomoc i wsparcie w dążeniach do osiągnięcia doktoratu dała zaborcza władza austriacka, która umożliwiła Brykowi kontynuację wykształcenia i umożliwiła mu karierę jako lekarzowi. Z tego względu od czasów studiów w Wiedniu odnosił się negatywnie do polskości i stanowiska polskiej szlachty, która głosiła wprawdzie postawę katolicko-patriotyczną, ale w rzeczywistości utrudniała i nawet uniemożliwiała kształcenie się zdolnych Polaków, widząc w nich jedynie tanią siłę roboczą. Bryk starał się w późniejszych latach na własny koszt wspomagać innych zdolnych rodaków i umożliwił im zwolnienie ze służby pańszczyźnianej i naukę w szkołach i uniwersytetach.
Od 1869 Bryk prowadził wykłady wyłącznie w języku niemieckim i z niechęcią odnosił się do wniosków o przywrócenie języka polskiego na wykładach. Całą karierę lekarską i możliwości dalszej edukacji lekarskiej zawdzięczał władzom austriackim, a nie polskiej solidarności narodowej szlachty. Po wprowadzeniu autonomii Galicji wykładał jednak ponownie po polsku, umożliwiając naukę również młodym zdolnym uciekinierom z zaboru rosyjskiego. Był współtwórcą, wieloletnim członkiem redakcji oraz autorem szeregu artykułów w „Przeglądzie Lekarskim”. Do końca życia jego negatywny stosunek do polskości nie uległ zmianie.
Jako chirurg był na ziemiach polskich pionierem metod Josepha Listera w opatrywaniu ran; przyczynił się w ten sposób do zmniejszenia śmiertelności.

## Literatura dodatkowa
- Leon Wachholz: Bryk Antoni. W: Polski Słownik Biograficzny. T. 3: Brożek Jan – Chwalczewski Franciszek. Kraków: Polska Akademia Umiejętności – Skład Główny w Księgarniach Gebethnera i Wolffa, 1937, s. 27. Reprint: Zakład Narodowy im. Ossolińskich, Kraków 1989, ISBN 83-04-03291-0.